# Uttern (1672)
Uttern var ett svenskt mindre örlogsskepp bestyckat med 24 kanoner. Manskapet uppgick till 82 personer. Uttern förekommer i Svenska flottans rullor för året 1672.